# Велика Суха
Вели́ка Суха́ (рос. Б. Сухая; б. Бол. Сухая) — балка (річка) в Україні у Синельниківському районі Дніпропетровської області. Ліва притока річки Самари (басейн Дніпра).

## Опис
Довжина балки приблизно 26,52 км, найкоротша відстань між витоком і гирлом — 20,96 км, коефіцієнт звивистості річки — 1,27. Формується багатьма балками та загатами. На деяких ділянках балка пересихає.

## Розташування
Бере початок на північно-східній стороні від села Василівка. Тече переважно на північний захід через селище Васильківське та село Миколаївку і впадає в річку Самару, ліву притоку Дніпра.
Населені пункти вздовж берегової смуги: Сидоренко, Запоріжжя, Першотравенськ.

## Цікаві факти
- У селі Миколаївка балку перетинає автошлях М04 (Автошля́х М-04 (Знам'янка — Луганськ — Ізварине (державний кордон з Росією) — автомобільний шлях міжнародного значення на території України) та залізнична дорога[3].
- У XX столітті на балці існували газгольдери та газові свердловини[2].